# Tylencholaimellus striatus
Tylencholaimellus striatus är en rundmaskart. Tylencholaimellus striatus ingår i släktet Tylencholaimellus, och familjen Leptonchidae. Arten är reproducerande i Sverige.